# قدیر گلکاریان

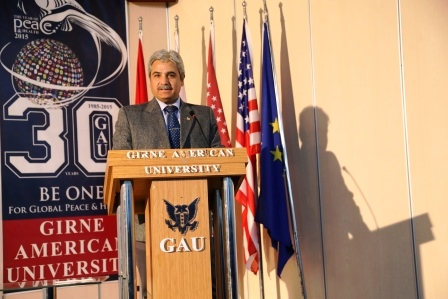
قدیر گلکاریان

قدیر گلکاریان (۱۳۴۳، تبریز) نویسنده و مترجم ایرانی است. وی دارای مدرک دکتری زبان و ادبیات ترکی استانبولی است. وی در دانشگاه خزر باکو و مرکز آموزش زبان دانشگاه آنکارا و دانشگاه قاضی آنکارا و دانشگاه دولتی آرداهان ترکیه فعالیت داشته‌است. مؤسسه آموزش زبان، تحقیقات و کاربردی ترکی استانبولی محق در ایران به توسط ایشان تأسیس و بنیان‌گذاری شد. در طول سال‌های ۱۳۷۹ تا ۱۳۹۰ این مؤسسه با رشد خود به سطح انستیتو درآمد و به نام انستیتو مطالعات بوم‌شناسی محق فعالیت نمود و به عنوان نماینده و کارگزار مرکز تومر دانشگاه‌های آنکارا و قاضی ترکیه در ایران فعالیت برشمرده می‌شد.
گلکاریان به صورت خود جوش فعالیت‌های فرهنگی و علمی خود را ادامه می‌دهد. بزرگترین یادگار شایان توجه او به جامعه ترک زبان ایرانی، تأسیس مرکز تحقیقات علمی و فرهنگی آذربایجان (آیکام) و انجمن دوستی ایران و قبرس ترک‌نشین بود. در راستای اهداف و فعالیت‌های این مرکز نخستین سمپوزیوم بین‌المللی آذربایجان‌شناسی به همت او در استان آذربایجان شرقی در سال ۱۹۹۹ برگزار گردید.
قدیر گلکاریان با تأسیس انستیتو محق در راستای آموزش زبان ترکی استانبولی و اعطای مدارک دیپلم تومر برای دانشجویان داوطلبی که مایل هستند در دانشگاه‌های ترکیه تحصیل نمایند، اقدام می‌نماید.
گلکاریان همچنین مدیر برنامه‌ریزی و هماهنگی اتحادیه دانشگاه‌های منطقه قفقاز موسوم به کونیب بوده و موقعیت نمایندگی تام‌الاختیار این اتحادیه در ایران را نیز بر عهده دارد.
وی همچنین دارای مدرک فوق لیسانس علوم سیاسی با گرایش روابط بین‌الملل از دانشگاه آمریکایی کایرنیا- قبرس بوده و در حوزه علوم سیاسی دوره دکترای خود را از دانشگاه نییر ایست به اتمام رسانده‌است. ایشان در دانشگاه آمریکایی گیرنه تدریس می‌کرده و اکنون در دانشگاه خاور نزدیک قبرس عضو هیئت علمی می‌باشد و ریاست مرکز تحقیقات اوراسیارا برعهده دارد.
علاوه بر آن به عنوان کارشناس حوزه خاورمیانه و قفقاز و همچنین تحلیلگر مسایل روابط بین‌الملل در رسانه‌های بین‌المللی فعالیت دارد.

## جوایز
- برنده جایزه بین‌المللی کتاب طلایی - ۱۹۹۴
- برنده جایزه خدمات به ادبیات ترک - ۲۰۰۰
- برنده جایزه اتحادیه نویسندگان ترکیه- ۲۰۰۷
- برنده جایزه اسکار فولکلور- ۲۰۱۰ (مرکز مطالعات فرهنگ عامه)
- برنده لوح بلورین اتحادیه دانشگاه‌های منطقه قفقاز - ۲۰۱۴
- برنده جایزه ویژه اتحادیه نویسندگان جمهوری آذربایجان به دلیل تألیف فرهنگ جامع ترکی آذربایجانی بفارسی- ۲۰۱۶
- برنده جایزه نشر آکادمیک دانشگاه نییر ایست قبرس به دلیل نگارش و انتشار مقالات علمی در مجلات SSCI, ISI, AHCI, SCOPUS, ULAKBIM در سطح بین المللی- 2018